# Göran Grimvall
Nils Göran Grimvall, född 22 mars 1940, är en svensk fysiker. Han är professor emeritus i teoretisk fysik (materialteori) vid Kungliga Tekniska högskolan (KTH).

## Biografi
Grimvall avlade studentexamen på reallinjen vid Hvitfeldtska högre allmänna läroverket i Göteborg 1959, blev civilingenjör i teknisk fysik vid Chalmers tekniska högskola (CTH) 1963, disputerade 1969 där för doktorsgrad i fasta tillståndets teori på avhandlingen Electrons and phonons in metals och antogs samma år som docent i fasta tillståndets teori. Åren 1969–1977 var Grimvall knuten till såväl Teoretisk fysik som Metalliska konstruktionsmaterial vid CTH, som lärare, forskare och ledare av CTH-enheten Materialcentrum. Han utnämndes till professor i teoretisk fysik (materialteori) vid KTH 1977. Sedan 2007 är Grimvall professor emeritus vid KTH.
Grimvall har bidragit till populariseringen av fysik och teknik genom ett stort antal böcker, föreläsningar och medverkan i många radio- och TV-program, bland annat Svar i dag, Hajk, På direkten, Kloka gubbar, Hjärnkontoret och Söndagsöppet. Han skriver sedan 1979 det regelbundet återkommande Miniproblemet (fram till 2023 över 1700 problem) i tidskriften Ny Teknik. Grimvall fick 1997 Kungliga Vetenskapssamhällets i Uppsala (KVSU) pris för "framstående populärvetenskaplig insats av hög kvalitet", 2002 IVA:s guldmedalj "främst för hans framstående och betydelsefulla arbete för att popularisera och informera om natur- och teknikvetenskap samt teknik" och 2011 Gustav Dalénmedaljen från Chalmerska Ingenjörsföreningen för "sina framgångsrika insatser för att öka den folkliga förståelsen och ungdomars intresse för fysik och teknik". Grimvall är ledamot av Ingenjörsvetenskapsakademien (IVA) sedan 1986.
Grimvall är sedan 1965 gift med fil. dr Siv Grimvall. Paret har två barn.

## Andra uppdrag, urval
- Dekanus Teknisk fysik KTH 1987–1993
- Programansvarig Teknisk fysik KTH 1999–2006
- Ledamot (1985 ordf.) i NFR Programutskottet för publicering PuP 1978–1990
- Ledamot (senare ordf.) i Nordiska programutskottet för publicering, NoP-N 1981–1990
- Ledamot i Ubåtskommissionen 1995
- Ordförande i IVA:s avdelning VII 1996–1998
- Huvudsekreterare (motsv.) i Göran Gustafssonstiftelsen (KVA, rikstäckande) 1989–2017
- Huvudsekreterare (motsv.) i Göran Gustafssonstiftelsen (UU, KTH)1995–2018
- Representant för IVA, och fackgranskare, i det skolpedagogiska NTA-projektet (Naturvetenskap och Teknik för Alla) 2004–2023
- Representant för IVA i styrelsen för Svenska Fysikersamfundet, och därigenom även ledamot i Svenska Nationalkommittéen för fysik 2007–2018
- Ledamot/ordf. i SIS/SEK tekniska kommittéer för enheter och terminologi
- Ledamot i Nämnden för Sällskapet Idun 2003–2017
- Problemförfattare i Teknik-SM 2000–2011

## Publikationer
Grimvall har publicerat ett hundratal vetenskapliga artiklar inom teoretisk fysik och materialvetenskap, oftast publicerade i den amerikanska facktidskriften The Physical Review. Artiklarna är företrädesvis inom ämnesområdet metallers och legeringars termofysikaliska egenskaper vid såväl mycket låga som mycket höga temperaturer. Hans vetenskapliga publicering har (2022) enligt Google Scholar över 8 000 citeringar, och har ett h-index på 42.

### Fackvetenskapliga böcker och läroböcker
- The Electron-Phonon Interaction in Metals (1981)
- Themophysical properties of Materials (1986)
- Thermophysical Properties of Materials – Enlarged and revised edition (1999)
- Miljömätteknik (redaktör, tills. med O. Lindgren, 1993)
- Långtidsuppförandet hos tekniska system (redaktör, tills. med O. Lindgren, 1994)
- Risker och riskbedömningar (redaktör, tills. med O Lindgren, 1995)
- Risker i tekniska system (redaktör, tills. med P. Jacobsson, T. Thedéen, 1998, 2003)
- Risks in Technological Systems (redaktör, tills. med Å. Holmgren, P. Jacobsson, T. Thedéen, 2010)
- Energilära. Grundläggande termodynamik (tills. med O. Beckman, B. Kjöllerström, T. Sundström, 2005)
- Ingenjörens verktyg (2007)
- Teknikens väsen - skolans teknikämne i tidigare skolår (2013)
- Teknikens metoder - skolans teknikämne i senare skolår (2014)
- Testa teknik, för skolans årskurs 1–3. NTA (2015)

### Fysikpedagogik
- Artiklar bl.a. i tidskrifterna Elementa, Fysikaktuellt, The Physics Teacher, American Journal of Physics, European Journal of Physics.
- Kursmaterial/kompendier utgivna vid Inst. för teoretisk fysik KTH,  bl.a. Fysikaliska principer (1987), Basic skills in  physics and engineering - a guide to critical thinking about modelling (senaste utgåva 2011) och Utomhusteknik - en guidebok (2017)

### Populärvetenskapliga böcker
- De bästa miniproblemen (1981)
- Förklarade fenomen - Fysik i natur och kultur (1983)
- Sportens fysik (1987)
- Professor Grimvall ställer till problem (1989)
- Varför är himlen blå (1993), finsk utgåva Miksi taivas on sininen? (1995), tysk utgåva Warum funkeln die Sterne? (1997)
- Kluriga problem för tekniska snillen (1998)
- Tekniska klurigheter för vetgiriga (1999)
- Brainteaser Physics.- Challenging Physics Puzzles (2007)
- Quantify! - A Crash Course in Smart Thinking (2011), italiensk utgåva Facciamo due conti (2013),

### Populärvetenskap i tidskrifter etc.
Regelbunden medverkan med en spalt med teknikpedagogiskt innehåll i 
- Ny Teknik (1979-pågående)
- Teknikhistoria (2011-pågående)
- Teknisk tidskrift (1975-1979)
- Aktuella material (1975–1979)
- SMEA dansk facktidskrift för järnindustri (1982–1983)
- ATL Lantbrukets affärstidning (2005–2010).

Vidare medverkan med artiklar i bland annat 
- Forskning och framsteg (ubåtskränkningar, handbollsmatchers matematik, evighetsmaskiner)
- Nationalencyklopedin (sportfysik)
- Scientium (Unga Forskare)
- Folkvett